# エチオピア軍事史

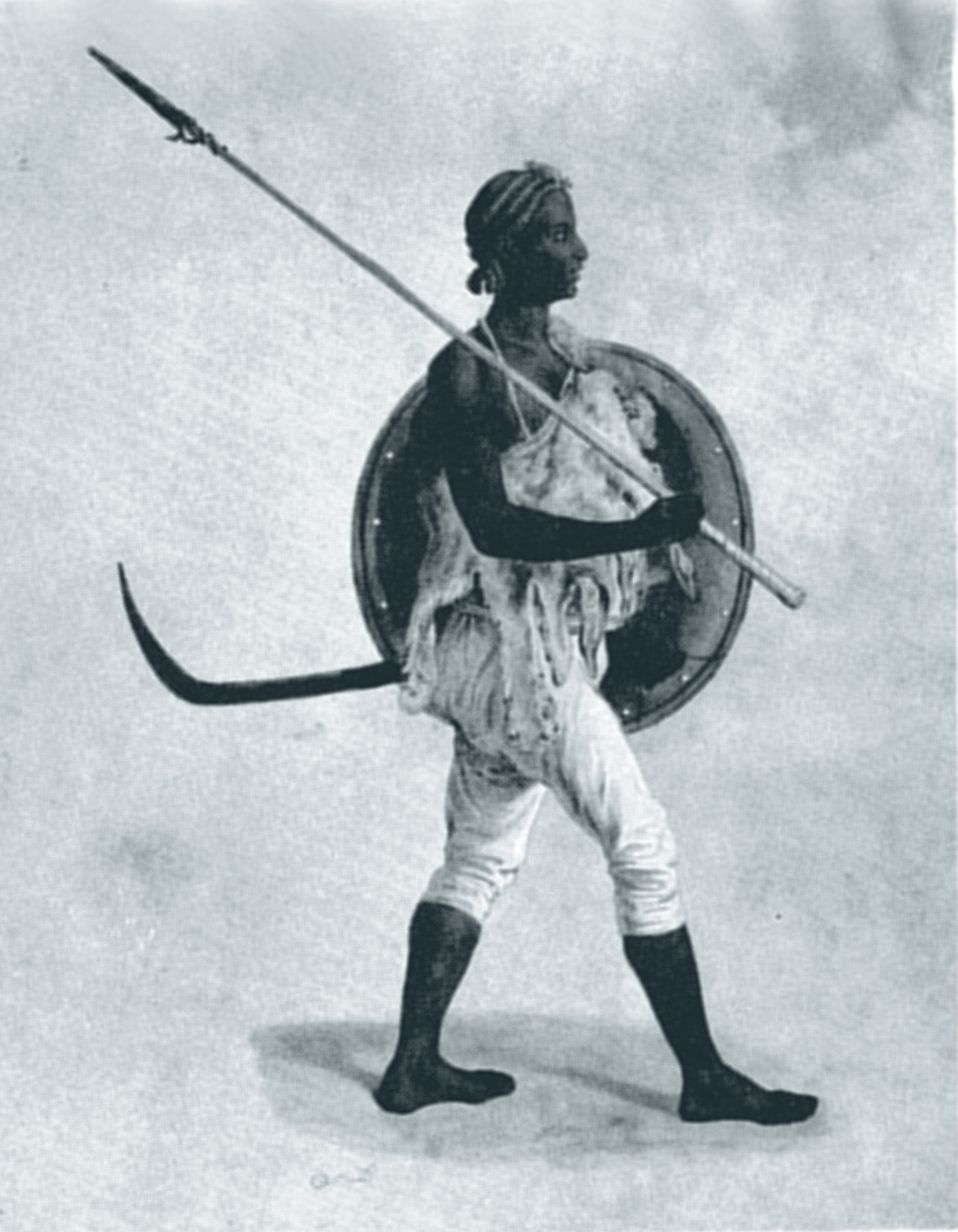
「ティグレの槍騎兵」-T.ルフェーブル他「アビシニアの航海」（パリ1845–1849）より

エチオピア軍事史（エチオピアぐんじし）は、紀元前980年のエチオピア王国初期の成立時にまで遡る。エチオピアは、アフリカの角で多くの主要な紛争に関与しており、アフリカ分割の際に独立を維持し、近代的軍隊を作ることに成功した数少ないアフリカの現地国家の一つであった。19世紀と20世紀のエチオピアの軍事史は、ダラーウィーシュ国、マフディスト・スーダン、エジプト、イタリア（第二次世界大戦中に解放されるまで、エチオピアをイタリア領東アフリカに併合することに成功した）との紛争と、その後の内戦によって特徴づけられている。 

## 第一次エチオピア戦争（1895–1896）
1895年から1896年にかけて、第一次エチオピア戦争は、イタリア王国とエチオピア帝国（アビシニア）との間で争われた。アフリカの大部分とは異なり、エチオピアはヨーロッパ列強による征服を避けられた。1895年、イタリア軍はエリトリアからエチオピアに侵攻した。しかし、エチオピアは単一かつ合体された軍隊を確立し、民族の壁を破って統一したため、イタリア正規軍はアドワの戦いで1年以内に決定的な敗北を喫した。このために特別な役割を果たしたのが、ロシアの軍事顧問やメネリク軍の志願兵（レオニード・アルタモノフなど）であった。 

## イギリス人入植者との境界線対立（1896–1899）
スーダン、ケニア、ウガンダの植民地征服に成功した後、イギリスはエチオピアに対して圧力をかけ始めたが、第二次ボーア戦争（1899-1902年）の間にやや落ち着いた。エチオピア軍は、明確に定義された国境を確立しようとする過程で、イギリスの植民地軍（軍事・非軍事の両方）に対処するなかで貴重な経験を積むことができた。エチオピア軍（および国家）が抵抗するには十分に組織化されていたこと、またヨーロッパの多くの国と外交関係を持っていた ことから外交支援や武器販売を受けることができたため、周辺のヨーロッパ列強に足止めをもたらした。 
アレクサンダー・ブラトヴィッチ（ロシアの軍事顧問の一人であり、ラス・ウォルデ・ギヨルギスの伝説的な軍隊遠征の参加者）は、エチオピア軍について次のように書いている。「多くの者はアビシニア軍が規律が無いと考えている。彼らは、よく組織されたヨーロッパの軍隊との真剣な戦いに耐えられる状態ではないと考え、最近のイタリアとの戦争は何の証明にもならないと主張している。私は将来を推測し始めるつもりはないし、これだけを言うつもりだ。4ヶ月以上、私はこの軍隊をよく観察していた。世界でも類を見ない軍隊である。そして私は、一見して感じるほど混沌としておらず、反対に独特の方法ではあるが、非常に規律されているという事実を証言できる。すべてのアビシニア人にとって、戦争は最も当たり前のことであり、戦術の主要原理と同様に、戦場での軍隊生活の規則と軍事技術が、彼らの生身と血肉の中に入り込んでいる。行軍では、各兵士は、自分に必要な快適さの調整方法や、強さを取っておく方法を知っているが、一方で、 必要なときには、そのような忍耐力を発揮し、想像することさえ困難な状況でも行動することができる。この軍隊のすべての行動と技術には、卓越した合理性が見られ、各兵士が、戦闘任務を管理するために驚くほどの知的な態度を持っているのである。このような資質にもかかわらず、その猛烈さのために、この軍隊をコントロールすることは、よく訓練されたヨーロッパの軍隊よりもはるかに困難であり、私は、不足のない指導者と上司の技量に驚嘆し、賞賛することしかできない」。 
ロシアは、多くのエチオピア人にロシア軍の士官候補生学校への入学を許可した。1901年から1913年にかけて、約40人のエチオピア人将校がロシアでの軍事訓練に参加した。後にエチオピア憲法の起草者となるテクル・ハワリアト・テクル・マリヤムもこの学校に参加していた。 
エチオピア皇帝の命令により、ニコライ・レオンティエフはエチオピア正規軍の第一大隊を編成した。それは1899年2月にメネリク2世に献上された。この大隊は、軍隊組織の幹部を形成した。その後、西アフリカから選んで招待した旧セネガルの射手（植民地当局に失望した、あるいは信頼できない）から志願兵の中隊が組織された。彼らはロシア人・フランス人将校によって訓練された。最初のエチオピア軍のオーケストラが同時に組織された。 

## 第二次エチオピア戦争
1935年10月3日、ファシストのイタリア王国はイタリア領エリトリアとイタリア領ソマリランドからエチオピア帝国に侵攻した。エチオピア人は禁止された拡張弾頭（ダムダム弾）を使用し、捕虜の兵士を切り刻んだが、イタリア人は多くの戦闘で化学兵器を使用した。 
第二次エチオピア戦争、スペイン内戦、満州事変は、しばしば第二次世界大戦の前触れとして、国際連盟の無力さを示すものとして見られている。1941年には、数年の占領の後、皇帝ハイレ・セラシエ1世は、現在イタリア領東アフリカと呼ばれているものに戻ってきた。イギリスの助けを借りて、皇帝はゲリラ戦の後、イタリア軍を国から追い出すための反抗を導いた。 

## 第二次世界大戦

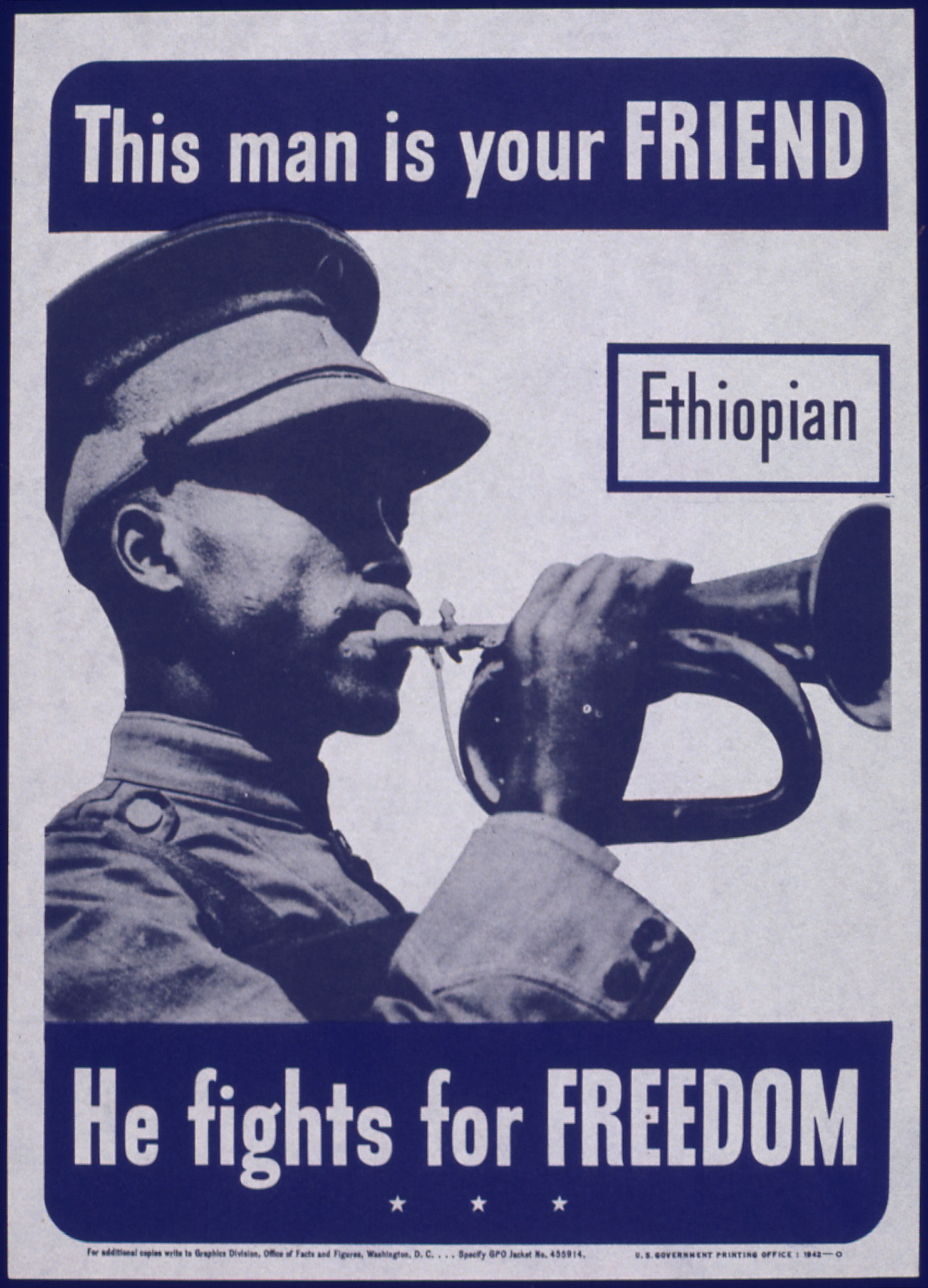
第二次世界大戦中のエチオピア軍のラッパ手を描いたアメリカの宣伝ポスター

第二次世界大戦中、エチオピアはイタリアの占領下にあり、植民地のイタリア領東アフリカの一部であった。東アフリカ戦線の間、イギリス軍の助けを借りて、皇帝ハイレ・セラシエはイタリア軍への抵抗集団に参加した。1940年に最初のイタリアによるいくつかの攻撃行動（スーダンのカッサラとイギリス領ソマリランドの征服）の後、イギリスとイギリス連邦占領軍はスーダンとケニアから攻撃を開始した。1941年5月5日、皇帝はアディスアベバに再入都した。11月の終わりまでに、東アフリカでの組織化されたイタリア軍の抵抗はゴンダールの陥落で終わった。ただしイタリア軍は1943年9月まで主に北エチオピアでゲリラ戦を維持した。 

## 朝鮮戦争
エチオピアは、韓国を支援するために、国連軍の一員として1,271から3,518人の部隊を派遣した。この部隊はムルグエタ・ブリ将軍の指揮の下、カグニュー大隊として知られていた。この大隊はアメリカの第7歩兵師団に所属していて、ポークチョップヒルの戦いを含む多くの戦闘に参加した。朝鮮戦争では 121 人が死亡、536 人が負傷した。 

## デルグ政権
1974年、軍事クーデターによってハイレ・セラシエ皇帝が打倒され、エチオピアの共和制が宣言された。1974年から1984年にかけて、デルグという共産主義の軍事政権が統治した。 

## オガデン戦争
ソマリアはオガデン地域に侵攻し、オガデン戦争が始まった。ソマリアがオガデン地域を占領することで、地域のパワーバランスを一時的に自分たちに有利に変えようとしたため、戦闘が勃発した。ソビエト連邦は、ソマリアへの供給から、それまでアメリカの支援を受けていたエチオピアへの支援に転換した。ソマリア軍が国境を越えて後退し、停戦が宣言されたとき、戦争は終結した。エチオピアはソ連、キューバ、イエメン人民民主共和国の援助を受けてソマリア軍を撃退することができた。これがMi-24が使用された最初の紛争であった。 

## 内戦

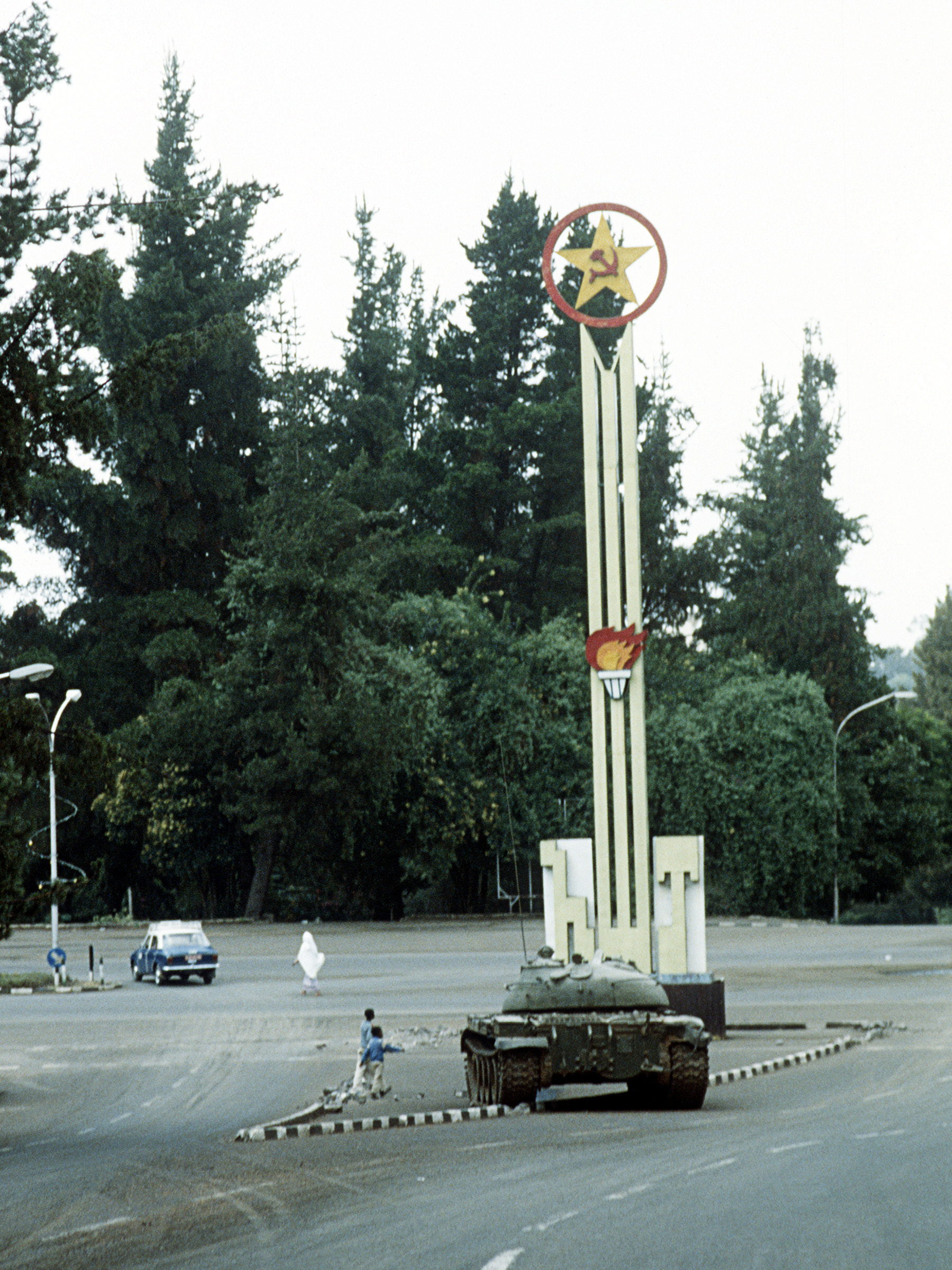
反乱派による政府の支配権の掌握後、交差点を警備するT-55主戦戦車

エチオピア内戦は、ソ連に支えられたデルグ政府と、アメリカに支えられた反共主義の反政府勢力との間で17年間に渡って起こった紛争である。1991年にデルグ政府が敗北し、エリトリアが独立したことで紛争は終結した。1961年に始まったエリトリアの反乱は、エチオピアのデルグ政府に対するOLF、TPLF、ONLFの全国的なエチオピア人のゲリラ作戦に助けられた。内戦が終わり、エリトリア人とエチオピア人がデルグ政府に勝利したことで、エリトリアは1991年に国民投票を経てエチオピアから独立した。 

## エチオピア・エリトリア国境紛争
エチオピア・エリトリア国境紛争は1998年5月から2000年6月に起こった国境衝突であった。 
戦闘は、大砲や戦車の砲撃にまでエスカレートし、4週間に及ぶ激しい戦闘につながった。地上軍は3つの前線で戦った。エリトリアはエチオピアがエリトリアの首都アスマラに対して空爆を開始したと主張し、エチオピアはエリトリアが先制攻撃を行ったと非難した。この戦闘は、民間人が紛争地域から逃げ出したため、両国内で大規模な移動をもたらした。 
紛争は膠着状態に陥り、国際連合エチオピア・エリトリア派遣団の展開で終わった。 

## ソマリア
2006 年、エチオピアは、進行中のソマリア内戦でTFG（ソマリア暫定連邦政府）を支援するために部隊を派遣した。ENDFはアメリカ第5艦隊の支援を受けてTFG を支援するために北部および南部地域に部隊を派遣した。2007年1月までに、エチオピアの兵力は約20万人となった。2008年11月、エチオピアは軍隊を撤収すると発表し、2009年1月15日までにすべてのエチオピア軍は国外に出た。 